# Passage Championnet
Le passage Championnet est une voie du 18e arrondissement de Paris, en France.

## Situation et accès
Le passage Championnet est situé dans le 18e arrondissement de Paris. Il débute au 57, rue Championnet et se termine au 13, rue Neuve-de-la-Chardonnière.

## Origine du nom
Cette voie rend hommage à Jean-Étienne Championnet (1762-1800), général de division de la Révolution française.

## Historique
Précédemment, passage Saint-Victor, elle prend sa dénomination actuelle par un arrêté du 1er février 1877 puis est classée dans la voirie parisienne par un arrêté municipal du 4 décembre 1991.